# 꿈돌이

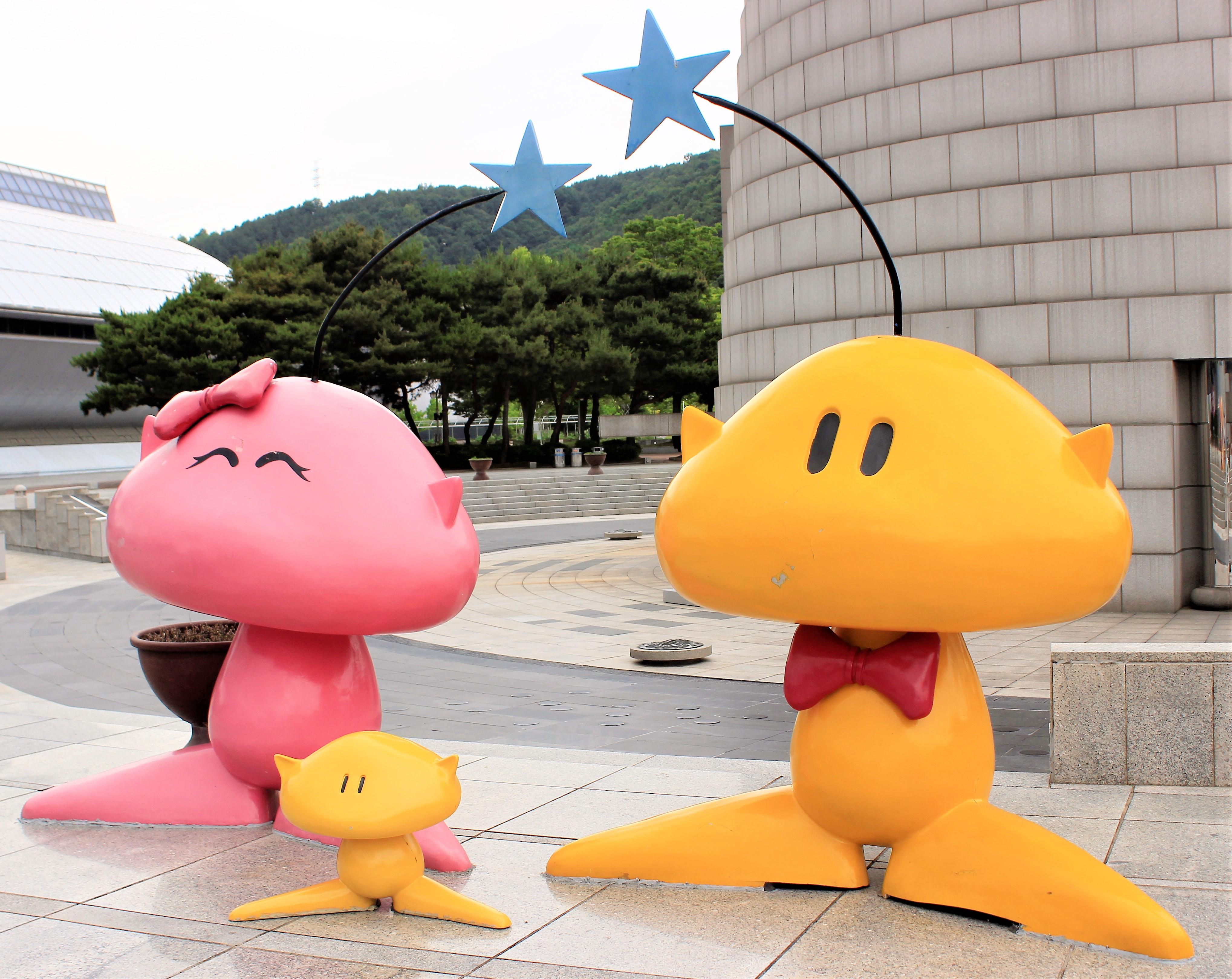
1993 대전 엑스포 마스코트였던 꿈돌이 꿈순이 (미니꿈돌이)조형물이다.

꿈돌이, 꿈순이는 대전 엑스포 및 대전관광공사의 마스코트이다.

## 특징
대전 엑스포 '93 공식 마스코트인 '꿈돌이'는 과학 기술, 산업의 발전을 통한 인류의 평화와 공존 공영의 미래상을 제시하고 젊은이에게 꿈과 희망을 줄 수 있는 우주 아기 요정의 모습을 하고 있다. 우주인처럼 생겼으며, 몸 색깔이 노란색 (여자 캐릭터는 분홍색)이고 고리처럼 생긴 것이 몸을 둘러싸고 있다. 꿈돌이랜드의 공식 캐릭터이다. 만화에서는 팔과 입이 있는 모습으로 등장하였으나, 대전엑스포 비디오 오프닝, 한빛탑과 엑스포과학공원 앞의 조형물로는 팔과 입이 없는 단순한 모습으로 나온다.
분홍색의 여자 꿈돌이는 ‘꿈순이’라고 불리기도 하나 공식 명칭은 아니다.

## 리뉴얼
꿈돌이는 2023년 30주년을 기념해 '꿈씨 패밀리'로 리뉴얼되며 다시 인기를 끌기 시작했다. 꿈씨패밀리는 꿈돌이·꿈순이와 이들의 자녀 꿈빛이,(첫째) 꿈결이,(돌째) 꿈누리,(셋째) 꿈별이, 꿈달이(이란성 쌍둥이) 외에 꿈돌이 친동생(꿈동이), 반려견(몽몽), 친구 2명(도르, 네브), 꿈돌이의 부모님,(금돌이, 은순이) 구성되어 있으며, 대전 브랜드의 친근감을 크게 높였다는 평가를 받는다. 현재 3명이 추가되었다.
대전시는 대전관광공사, 대전디자인진흥원, 대전관광협회 등 관계기관 및 민간기업과 함께 꿈씨패밀리 굿즈를 다양화하고 있다. 티셔츠, 모자, 시계, 목걸이, 에코백, 지갑, 키링 등 현재까지 관련 상품만 200여점에 이르고 있다.
2025년 6월 9일 출시된 꿈돌이라면은 1주일만에 누적 판매량 20만개를 달성하기도 했다.